# Magnus Dagn
Magnus Dagn OSB (* 21. Juni 1747 in Söll als Georg Dagn; † 20. September 1792) war ein österreichischer Geistlicher, Organist, Musiklehrer und Komponist.

## Leben
Dagn wurde in Innsbruck musikalisch ausgebildet. 1764 trat er in die Benediktinerabtei St. Georgenberg-Fiecht ein, 1771 wurde er zum Priester geweiht. Im Stift war er als viel gerühmter Organist, angesehener Musiklehrer und Vorsteher der Klosterschule tätig. Zu seinen Schülern zählten unter anderem Martin Goller und Joseph Alois Holzmann. Dagn komponierte auch Kirchenmusik und Klavierstücke. Von 1787 bis 1790 war er Beichtvater der Benediktinerinnen im Kloster Säben. Sein Bruder Placidus Dagn war ebenfalls Benediktiner und Musiker in Fiecht. 